# Isolona perrieri
Isolona perrieri Diels – gatunek rośliny z rodziny flaszowcowatych (Annonaceae Juss.). Występuje endemicznie na Madagaskarze. 

## Morfologia
PokrójZimozielone drzewo dorastające do 10–15 m wysokości.
LiścieMają podłużnie eliptyczny kształt. Mierzą 15 cm długości oraz 5–6 cm szerokości. Nasada liścia jest klinowa. Blaszka liściowa jest o spiczastym wierzchołku. Ogonek liściowy jest nagi i dorasta do 3–5 mm długości.
KwiatySą pojedyncze, rozwijają się w kątach pędów. Działki kielicha mają kształt od owalnego do półokrągłego i dorastają do 1–2 mm długości. Płatki mają podłużnie lancetowaty kształt i czerwoną barwę, osiągają do 15 mm długości.
OwoceOwocostany o jajowatym kształcie. Osiągają 10 cm długości i 7 cm szerokości. Mają czerwoną barwę.

## Biologia i ekologia
Rośnie w gajach, na suchym podłożu.